# Battaglia di Bassora (2003)
La battaglia di Bassora fu una delle prime battaglie dell'invasione dell'Iraq del 2003 da parte della coalizione multinazionale, nell'ambito della guerra in Iraq. Fu combattuta dal 21 marzo al 6 aprile 2003 tra le forze della coalizione (prevalentemente britanniche) e quelle irachene.
La battaglia si concluse con la vittoria della coalizione e l'occupazione di Bassora da parte delle forze britanniche.

## Situazione generale

### Contesto geopolitico
Bassora era considerata di importanza strategica in quanto la seconda città più popolosa dell'Iraq dopo la capitale Baghdad e, soprattutto, perché permetteva il controllo sull'unico sbocco iracheno sul golfo Persico, alla foce dello Shatt al-'Arab. La regione inoltre produceva la maggior parte del petrolio iracheno (i campi petroliferi di Rumayla e West Qurna si trovano rispettivamente 32 km a sud-ovest e 80 km a nord di Bassora) e le raffinerie della zona lo trasformavano nei prodotti necessari a sostenere un eventuale sforzo bellico, rappresentando quindi un bersaglio di primaria importanza logistica.

### Preparativi di guerra
Nei mesi precedenti l'invasione a guida americana, un intenso dibattito politico aveva animato il mondo occidentale tra i favorevoli e i contrari ad un intervento militare, tant'è che gli iracheni avevano intuito che un conflitto armato stesse prendendo piede; così a partire dagli ultimi mesi del 2002 cominciarono le fortificazioni e le difese della città e l'addestramento delle truppe.
Nel corso di questi preparativi non si erano mai interrotti i bombardamenti dei caccia americani, intervenuti per violazioni della no-fly zone, istituita alla fine della prima guerra del Golfo a protezione della minoranza sciita della zona.
Inoltre Bassora disponeva di due aeroporti che l'establishment militare americano e britannico consideravano di primaria importanza per una successiva intensificazione dell'invasione dell'Iraq.
Portavoce delle forze armate americane sostenevano che l'attacco su Bassora avrebbe provocato un'insurrezione della minoranza sciita locale contro il regime di Saddam Hussein, giocando un ruolo favorevole nel supporto dell'opinione pubblica alla guerra in Iraq.

### L'inizio della guerra

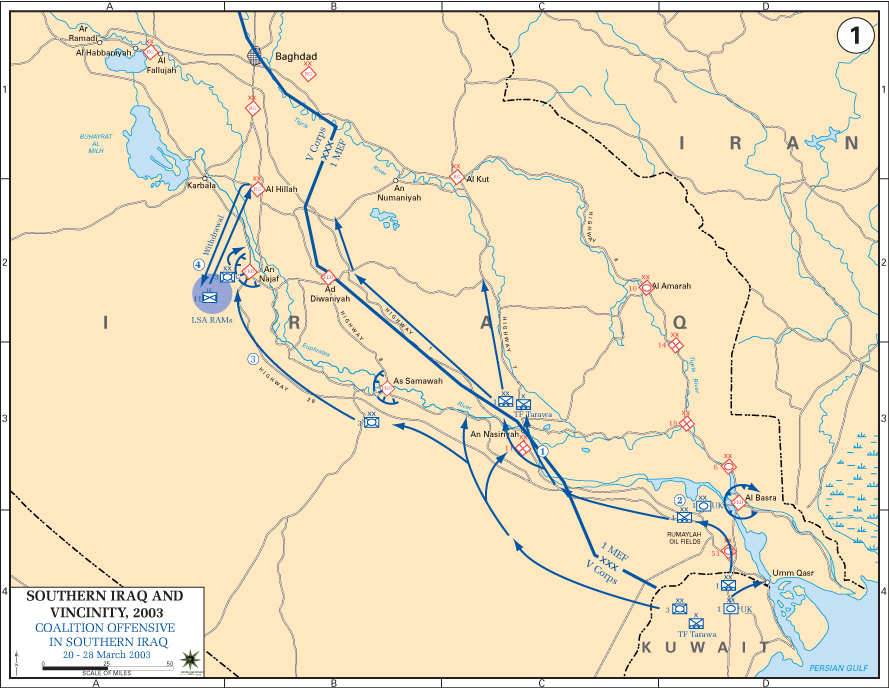
Le operazioni militari dal 20 al 28 marzo 2003 nel corso dell'invasione dell'Iraq.

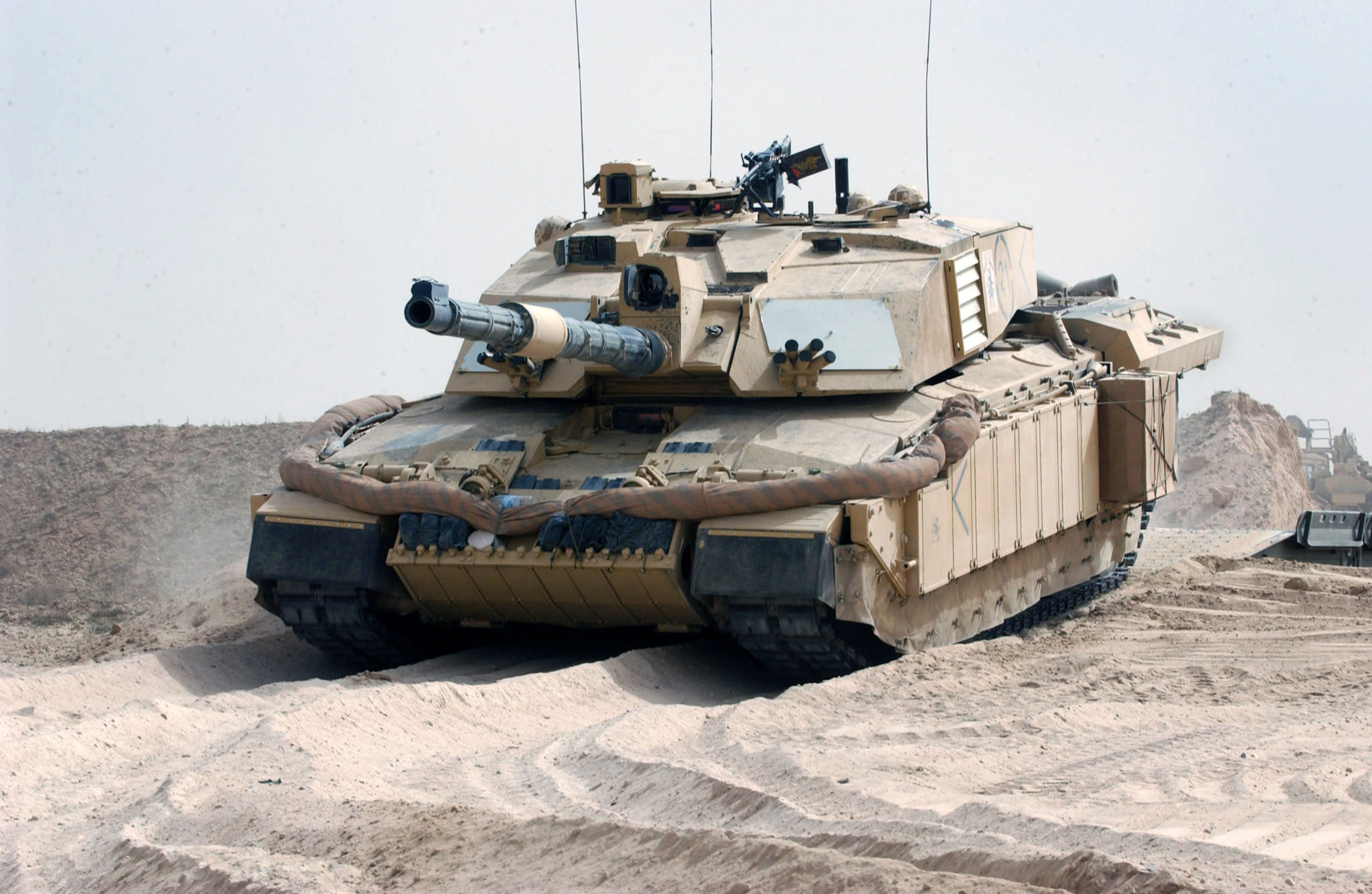
Un Challenger 2 britannico entra in Iraq il 21 marzo 2003.

Il 20 marzo 2003 alle 5:35 ora locale (le 3:35 in Italia), poche ore dopo la fine dell'ultimatum di 48 ore del presidente degli Stati Uniti George W. Bush, in cui si chiedeva al presidente iracheno Saddam Hussein e ai suoi figli 'Uday e Qusayy di lasciare l'Iraq, venne lanciato l'attacco contro gli obiettivi militari. Quattro bombe a guida satellitare GBU-27 vennero sganciate da due bombardieri stealth americani F-117 Nighthawk con l'obiettivo di colpire la residenza del presidente iracheno nella periferia meridionale di Baghdad. Il bombardamento di Baghdad continuò per sette ore con il lancio di 36 missili Tomahawk con l'intenzione di colpire circa 70 obiettivi militari, che privarono le forze irachene della capacità di opporre resistenza alla successiva invasione.
Quasi contemporaneamente le forze di terra della coalizione internazionale entrarono in territorio iracheno con attacchi anfibi nella penisola di al-Fāw portati a termine dalle forze delle marine americana, britannica, polacca e australiana. In particolare 
la 15th Marine Expeditionary Unit americana e le forze speciali polacche GROM attaccarono e presero il controllo del porto di Umm Qasr, mentre la 16ª brigata d'assalto britannica occupò i campi petroliferi dell'Iraq meridionale. Lo sbarco era stato preceduto da un pesante bombardamento da parte del 29 Regiment Field Artillery britannico e dal fuoco delle navi HMS Malborough, HMS Chatham, HMS Richmond e HMAS Anzac della marina australiana.
La principale direttrice delle truppe della coalizione internazionale si sviluppava lungo la cosiddetta autostrada della morte (così denominata per via degli attacchi alle truppe irachene in ritirata dal Kuwait al termine della guerra del golfo del 1991), tant'è che i mezzi dovettero procedere lentamente per gli ingorghi che si vennero a creare.
Gli iracheni reagirono all'attacco con il lancio di 5 missili antinave CSSC-3 Seersucker di fabbricazione cinese contro il vicino Kuwait, dove le truppe straniere venivano mobilizzate. Nessuno dei missili raggiunse l'obiettivo prefissato, esplodendo senza far danni o intercettati dai missili Patriot.
Nel frattempo diversi pozzi petroliferi furono incendiati dagli iracheni nella speranza di ridurre la visibilità e ostacolare i raid aerei
, mentre volantini venivano lanciati dalle forze della coalizione per esortare i soldati iracheni ad arrendersi o disertare.

## Attacco a Bassora

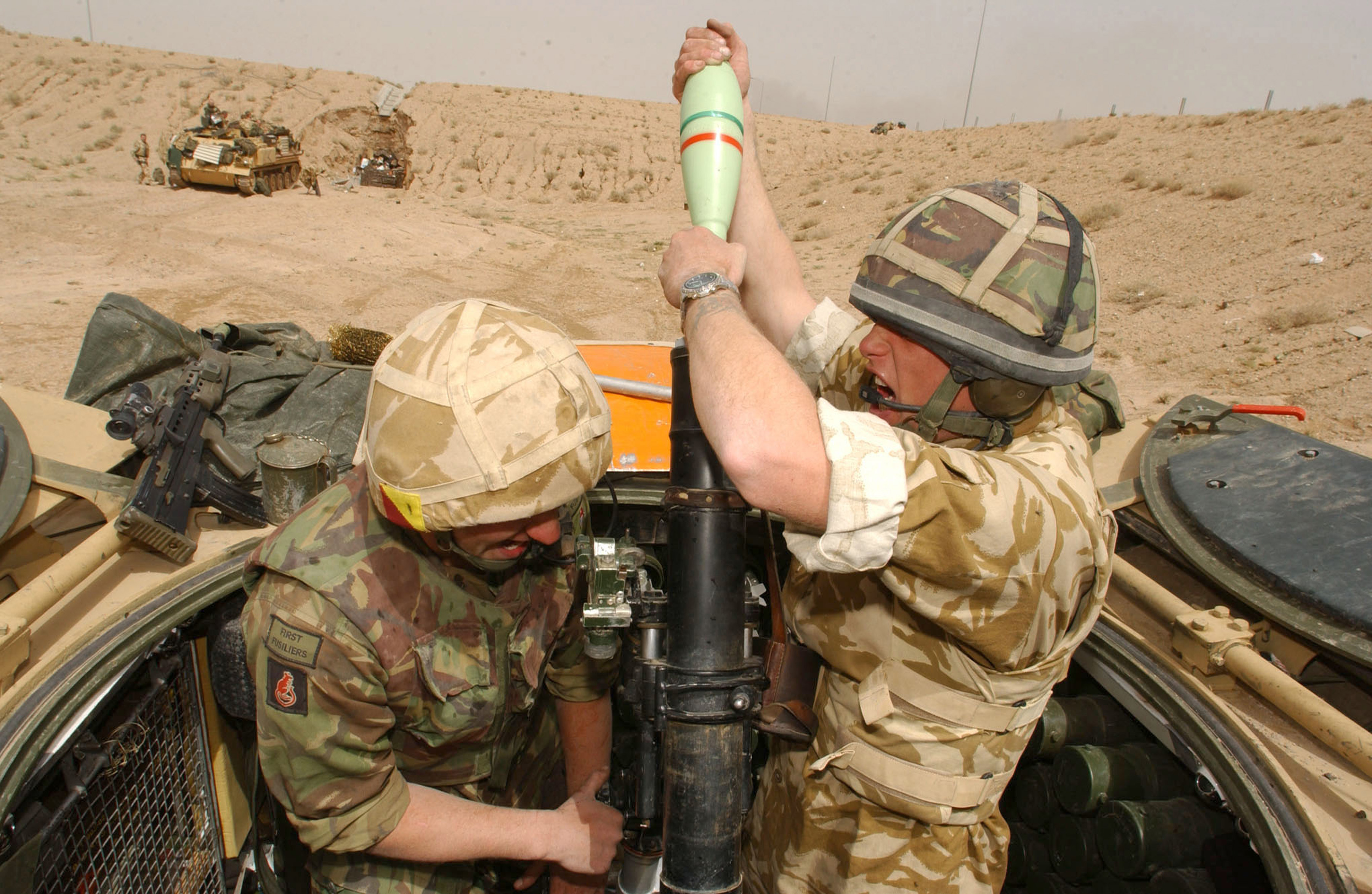
Due soldati britannici del 1º battaglione del Royal Regiment of Fusiliers impegnati con un mortaio da 81 mm sulla linea del fronte a sud di Bassora, il 26 marzo 2003.

Dopo i successi dei primi giorni le forze d'invasione trovarono un'inattesa resistenza nei dintorni di Bassora da parte dei Fedayyin di Saddam. Contrariamente a quanto atteso dall'establishment militare americano, la popolazione sciita della città non si era ribellata al regime di Saddam Hussein ma aveva opposto una strenua resistenza all'invasore.
Dopo i primi scontri gli americani mossero verso nord lasciando ai britannici il compito di assediare e prendere la città irachena, in quanto considerati meglio preparati per simili operazioni per le loro passate esperienze in Iraq e Irlanda del Nord. Allo scopo i britannici impiegarono diverse unità tra cui la 7ª Divisione Corazzata (nota come i "topi del deserto", desert rats), il Black Watch e il 1º battaglione del Royal Regiment of Fusiliers; altre forze utilizzate appartenevano alle Royal Scots Dragoon Guards e ai Royal Marines. L'avanzata dei reparti britannici era stata preceduta da membri dello Squadrone D del SAS, infiltrati nella città allo scopo di colpire la leadership ba'thista fedele al presidente iracheno.
Il 24 marzo il 847 Naval Air Squadron britannico rifornì le forze di terra in quel momento acquartierate a Camp Viking, in Kuwait, utilizzando elicotteri Gazelle e Lynx AH.7.
Il 27 marzo, con il supporto di armi pesanti, la 3 Commando Brigade BRF (Brigade Reconnaissance Force) attaccò per due volte il quartiere di Abu al-Khasib, cominciando a prendere controllo degli edifici e degli insediamenti della periferia meridionale di Bassora. Tra le altre cose i raid avevano anche lo scopo di testare le difense degli iracheni e di valutare la loro capacità di rinforzare l'area.
Nel corso della stessa giornata gli iracheni mossero una colonna di 120 carri T-55 verso sud in direzione della 7ª Divisione Corazzata; questi vennero inizialmente dispersi dal fuoco degli AS-90 da 155 mm dell'artiglieria pesante britannica e dagli attacchi degli Harrier della RAF. Un gruppo di 14 T-55, distaccatosi dal convoglio iniziale, fu poi attaccato dai carri da combattimento Challenger 2 dello squadrone C delle Royal Scots Dragoon Guards e vennero tutti distrutti senza arrecare alcun danno alle truppe e ai veicoli della coalizione in quella che viene indicata come la più grande battaglia con carri armati dalla seconda guerra mondiale.
Il 30 marzo le forze britanniche avviarono l'operazione James con l'obiettivo di prendere il controllo del quartiere di Abu al-Khasib, così da mettere sotto pressione le forze irachene della zona. L'avanzata delle compagnie A, B e D del Commando 40 e il MSG (Maneuver Support Group) era stata coperta dal fuoco dei carri leggeri Scimitar dello squadrone C delle Queens Dragoon Guards. Il BRF riuscì a conquistare il ponte sul canale che separa il quartiere dal resto della città dopo scontri a fuoco con 20-30 soldati iracheni che furono uccisi negli scontri o messi in fuga. L'azione fu accompagnata dal fuoco dei mortai, dell'artiglieria e dei cannoni navali britannici mentre le difese irachene si limitavano al lancio di colpi di mortaio che causarono alcuni feriti e sporadiche azioni dei soldati iracheni senza particolare efficacia nell'arrestare o opporre l'avanzata nemica. Uno squadrone di Challenger 2 delle Scots Dragoon Guards irruppe nell'area a supporto dell'avanzata, ingaggiando e distruggendo alcuni carri T-55 e altri veicoli corazzati iracheni; i britannici riportarono solo il danneggiamento di un Challenger, colpito da razzi RPG, mettendo in sicurezza l'area.
Le truppe britanniche della 7ª Divisione Corazzata presero definitivamente la città di Bassora il 6 aprile dopo ripetuti raid e bombardamenti.
Il 6 aprile il Commando 42 supportato da uno squadrone di carri Challenger 2 delle Royal Scots Dragoon Guards entrò in città da sud cogliendo di sorpresa gli iracheni, permettendo di conquistare cinque ponti e mettendo in fuga i Fedayyin dalla città. Lo squadrone d'assalto 539 dei Royal Marines e le unità speciali americane dei Navy SEAL tentarono invece di entrare in città con un attacco anfibio dallo Shatt al-'Arab; questi vennero però intercettati da una pattuglia iraniana e dovettero interrompere l'operazione per evitare un confronto diretto con un secondo e più organizzato nemico. Alla compagnia J fu affidato il compito di conquistare il palazzo presidenziale; questi, dopo che un Harrier del corpo dei marines degli Stati Uniti ebbe sganciato una bomba da 1000 lb costringendo i difensori a ritirarsi, poterono mettere in sicurezza l'edificio considerato il simbolo del potere ba'thista a Bassora per più di 20 anni. I Navy SEAL puntarono poi la residenza del direttore del Servizio d'Intelligence iracheno Ali Hassan al-Majid (noto come "Ali il chimico"), inizialmente supposto morto a seguito dei primi bombardamenti sulla città, al fine di trovare tracce di armi chimiche; nessuna traccia di armi chimiche venne trovata, quanto ad Ali il chimico questi sfuggì un'altra volta alla cattura, per poi essere arrestato il 17 agosto nel corso di un'operazione delle forze americane.
Le truppe britanniche riuscirono finalmente a prendere possesso della città solo con un attacco da nord effettuato sempre il 6 aprile; alle 11:00 la 7ª Divisione corazzata dotata di veicoli da combattimento Warrior equipaggiati con cannoni da 30 mm, supportata da elicotteri da combattimento AH-1 Cobra dei Marines americani, entrò in forze a Bassora conquistando la città dopo aspri combattimenti che costarono ai britannici 3 morti.  La sede locale del partito Ba'th venne distrutta dopo combattimenti con soldati iracheni e combattenti Fedayyin asserragliati in edifici fortificati. Ormai le difese irachene in città stavano venendo meno, man mano che le truppe abbandonavano le loro posizioni; uno degli ultimi scontri in città ebbe luogo nei pressi dell'università di letteratura, dove 300 iracheni vennero sopraffatti dai britannici, annientando di fatto le forze Fedayyin in città.

## Occupazione
Una volta presa Bassora i britannici organizzarono l'occupazione della città che si sarebbe protratta per più di 4 anni.
Già il 7 aprile un reggimento di paracadutisti entrò nella città vecchia incontrando una limitata resistenza; il 20 aprile fu concessa dopo molto tempo la celebrazione e i festeggiamenti per una festività sciita, proibito sotto il regime ba'thista.
A partire dal 23 aprile le infrastrutture petrolifere della zona vennero ripristinate e la produzione di greggio poté riprendere. Nei mesi successivi tuttavia vennero registrati degli atti di sabotaggio nei confronti delle attività di estrazione e trasporto del petrolio.
Sebbene la popolazione sciita dominante nell'area vedeva di buon occhio l'occupazione straniera, si registrarono alcuni scontri a fuoco nei mesi a seguire, mentre le basi dei Marines venivano attaccate con RPG e mortai durante la notte.
Il 4 luglio 2003 Wael Abdul Latif venne nominato governatore provvisorio di Bassora.
A partire da agosto 2003 cominciarono alcune dimostrazioni della popolazione di Bassora contro le truppe di occupazione; in alcuni casi queste dimostrazioni sfociarono in tumulti ai quali i britannici risposero sparando proiettili di gomma.
Nel settembre 2003 un iracheno morì sotto custodia britannica. Le successive indagini dimostrarono che il decesso era stato causato dalle percosse subite da soldati britannici che avevano abusato e torturato diversi prigionieri.
Ad ottobre 2003 si stabilirono a Bassora le prime unità del neonato gruppo paramilitare di opposizione all'occupazione noto come l'esercito del Mahdi; subito avviarono attacchi contro le forze britanniche e in seguito intrapresero una serie di atti intimidatori nei confronti dei civili che collaboravano o cooperavano con le truppe di occupazione.

## Crisi umanitaria
In seguito agli attacchi della coalizione internazionale e alla distruzione delle infrastrutture elettriche nei primi giorni dell'azione militare, la fornitura di acqua corrente ed elettricità venne subito a mancare. Già il 24 marzo 2003 il 60% della popolazione di Bassora non aveva accesso ad acqua pulita, secondo le stime del Comitato internazionale della Croce Rossa.
Secondo il Vicesegretario della Difesa americano Paul Wolfowitz:
(Intervista ad Al Arabiya del 31 marzo 2003)
La Croce Rossa e i British Royal Engineers si erano adoperati per garantire la fornitura d'acqua, ma il servizio dovette essere ridotto per diversi periodi. Il Center for Economic and Social Rights riportò che "gli anglo-americani avevano privato un milione di residenti dell'accesso all'acqua potabile per almeno due settimane", descrivendo l'accaduto come un crimine di guerra sotto la convenzione di Ginevra e quella dell'Aia.
Portavoce delle forze occupanti respinsero le accuse, affermando che gli aiuti umanitari erano disponibili nei pressi del teatro bellico, ma non era stato possibile trasportarli e distribuirli. I britannici attribuirono la mancata distribuzione degli aiuti ai saccheggi e alle scarse condizioni delle infrastrutture.
Le devastazioni alle infrastrutture irachene subite nel corso dell'invasione non permisero un completo ripristino dei servizi alla popolazione di Bassora e dell'intero Iraq neanche dopo la fine della guerra. La mancanza di acqua potabile si è registrata soprattutto nei mesi estivi anche negli anni successivi portando all'insorgere di problemi di salute tra la popolazione e tuttora rappresenta una delle principali emergenze della regione.

## Conseguenze
Le truppe britanniche stabilirono la propria base operativa nell'ex palazzo presidenziale di Saddam Hussein nel centro della città. Il ritiro delle truppe avvenne il 2 settembre del 2007, quando l'ultimo contingente si spostò nella base nei pressi dell'aeroporto, a 20 km dalla città, passando ai militari iracheni il controllo della base. Il trasferimento ebbe luogo durante la notte per evitare possibili attacchi, intensificatisi negli ultimi mesi della presenza britannica a Bassora.
Per la prima volta dopo l'invasione del 2003, nessuna forza straniera era presente a Bassora. I circa 5000 soldati britannici presenti nel Paese si limitarono in seguito alla sola formazione delle forze di sicurezza locali.